# Cantó de Santa Liurada
El cantó de Santa Liurada és un cantó francès del departament d'Òlt i Garona, situat al districte de Vilanuèva d'Òlt. Té 4 municipis i el cap és Santa Liurada.

## Municipis
- Alés e Casanava
- Dolmairac
- Santa Liurada
- Lo Temple d'Òlt

## Història
| Data d'elecció                           | Identitat            | Partit           | Qualitat |
| ---------------------------------------- | -------------------- | ---------------- | -------- |
| 1963-1998                                | Charles de Cacqueray | MRG, després UDF |          |
| 1998-                                    | Claire Pasut         | PS               |          |
| les dades anteriors no són pas conegudes |                      |                  |          |
|                                          |                      |                  |          |

## Demografia
| 1962  | 1968  | 1975  | 1982  | 1990  | 1999  | 2006  |
| ----- | ----- | ----- | ----- | ----- | ----- | ----- |
| 7.084 | 7.775 | 7.621 | 7.732 | 8.004 | 7.939 | 8.306 |